# Karol Stanisław Radziwiłł
Il principe Karol Stanisław Radziwiłł (Cracovia, 27 novembre 1669 – Biała Podlaska, 2 agosto 1719) è stato un nobile e politico polacco.

## Biografia
Karol Stanisław era il figlio ultimogenito di Michał Kazimierz Radziwiłł, e di sua moglie, Katarzyna Sobieska, sorella di Giovanni III di Polonia. Ha studiato al Collegium dei Gesuiti di Lublino, poi ha visitato l'Austria, Italia, Francia, Paesi Bassi, Inghilterra e Portogallo.

## Carriera
Ambasciatore al Seimas (1687, 1688 e 1690),  è stato Maresciallo della corte del Granducato di Lituania (nel 1694 e nel 1700). Partecipò alle ostilità contro i tartari di Crimea e i turchi ottomani. Dal 1695 era in lotta con i Sapieha per il diritto di possedere le "tenute di Neuburg".
Nel 1689, dopo la morte del fratello maggiore, ereditò Njasviž e Olyka.
Durante la Grande guerra del Nord (1700-1721), Radziwiłł era un sostenitore di Augusto il Forte, cercando di equilibrarsi tra Augusto II e Stanislao Leszczyński. Nella lotta dei gruppi di magnati, cercò di rimanere neutrale, spesso risolvendo i conflitti tra i magnati. Godeva della simpatia della nobiltà lituana, da cui ha ricevuto il soprannome di Justus ("Fiero").
Sostenne la chiesa Uniate e fondò diverse chiese parrocchiali. Era un membro della Confederazione di Olkienica nel 1700, della Confederazione Sandomierz nel 1704 e fu membro del Consiglio Generale nel 1710 di Varsavia.

## Matrimonio
Sposò, il 6 marzo 1692, Anna Katarzyna Sanguszko (23 settembre 1676-23 dicembre 1746), figlia di Hieronim Sanguszko. Ebbero dodici figli:
- Katarzyna Barbara Radziwiłł (1693-1730), sposò Jan Branicki, non ebbero figli;
- Mikołaj Krzysztof Radziwiłł (1695-1715)
- Konstancja Franciszka Radziwiłł (1697-1756), sposò Jan Fryderyk Sapieha, non ebbero figli;
- Michał Kazimierz Radziwiłł "Rybenko" (1702-1762)
- Karolina Teresa Radziwiłł (1707-1765), sposò in prime nozze Kazimir Leon Sapieha, ebbero tre figli, e in seconde nozze Józef Aleksander Jabłonowski, ebbero tre figlie;
- Tekla Róża Radziwiłł  (1703-1747), sposò in prime nozze Jacob Heinrich von Flemming, non ebbero figli, in seconde nozze Michał Serwacy Wiśniowiecki, non ebbero figli, e in terze nozze Michał Antoni Sapieha, non ebbero figli;
- Anna Aleksandra Radziwiłł
- Albrecht Stanisław Radziwiłł
- Krystyna Elena Radziwiłł
- Ludwik Dominik Radziwiłł
- Stanisław Jerzy Radziwiłł
- Hieronim Florian Radziwiłł (1715-1760).